# Porsche Design Tower (Sunny Isles Beach)
La Porsche Design Tower es un rascacielos residencial de lujo situado en Sunny Isles Beach, Florida, fue diseñado por Sieger Suarez Architects y se encuentra bajo la marca de Porsche Design (de la empresa automovilística alemana Porsche). Con 60 pisos y 195 metros de altura, es uno de los edificios más altos de Sunny Isles Beach. Es conocido por su sistema de aparcamiento robotizado, con 284 plazas de estacionamiento para 132 apartamentos, que permiten a sus propietarios estacionar hasta cuatro autos justo afuera de su apartamento.
El costo incial de los apartamentos varió entre 4 y 32,5 millones de dólares. Los conductores suben al ascensor en sus coches y son ubicados en su propio "garaje" adyacente a su unidad. La torre tiene tres ascensores para llevar los automóviles a sus unidades y se estima que su construcción costó alrededor de 560 millones de dólares.
La primera piedra del edificio se puso en marcha el 19 de abril de 2014, y se terminó de construir en enero de 2017.